# Tratado de Purandar (1665)

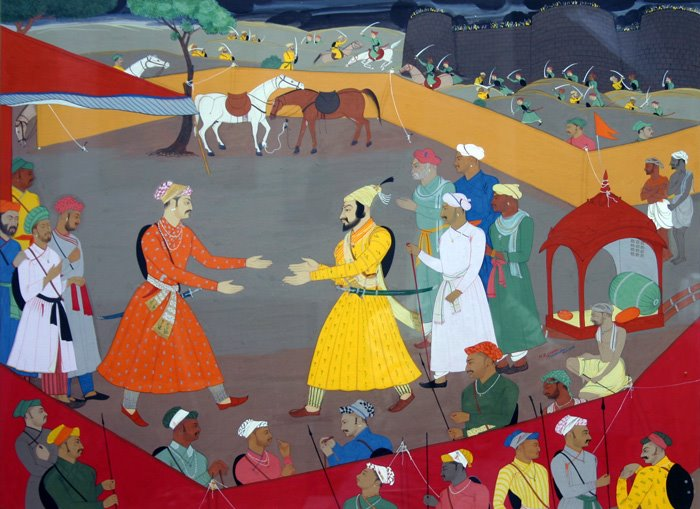
Jai Singh I de Amber recibió a Shivaji un día antes de concluir el Tratado de Purandar (12 de junio de 1665)

El Tratado de Purandar o पुरंदर चा तह  fue firmado el 11 de junio de 1665 entre el gobernante Rajput Jai Singh I, que era comandante del Imperio mogol, y Maratha Chhatrapati Shivaji Maharaj. Shivaji se vio obligado a firmar el acuerdo después de que Jai Singh sitiara el fuerte de Purandar. Cuando Shivaji se dio cuenta de que la guerra con el Imperio mogol solo causaría daños al imperio y que sus hombres sufrirían grandes pérdidas, eligió hacer un tratado en lugar de dejar a sus hombres bajo los mogoles.

## Puntos del tratado
Los siguientes son los puntos principales del tratado:
- Shivaji mantuvo doce fuertes, junto con un área que valía un ingreso de 100 000 (1 lakh ) huns.
- Shivaji estaba obligado a ayudar a los mogoles cuando y donde sea necesario.
- Al hijo de Shivaji, Sambhaji, se le encomendó el mando de una fuerza de 5000 hombres bajo los mogoles.
- Si Shivaji quisiera reclamar el área de Konkan bajo el control de Vijapur , tendría que pagar 4 millones (40 lakh) de huns a Mughals.
- Tuvo que renunciar a sus fuertes en Purandar , Rudramal, Kondana , Karnala , Lohagad , Isagad , Tung, Tikona , Fuerte Rohida, Nardurga, Mahuli, Bhandardurga, Palaskhol, Rupgad, Bakhtgad, Morabkhan, Manikgad, Saroopgad, Sakargad, Marakgad, Ankola. , Songad y Maangad.
- Junto con estos requisitos, Shivaji aceptó visitar Agra para reunirse con Aurangzeb para nuevas conversaciones políticas.

## Enlaces  externos
- Timeline of Shivaji Maharaj

- Datos: Q56319287